# R7 (Slowakije)
De R7 is een expresweg in Slowakije. De R7 loopt van Bratislava (D1) naar Lučenec (R2). De expresweg R7 maakt deel uit van de E575. De R7 is nog in aanbouw; de totale geplande lengte is 223,8 kilometer. De eerste delen van de R7 werden geopend in 2020.
D1 · D2 · D3 · D4   ·  
R1 · R2 · R3 · R4 · R5 · R6 · R7 · R8